# Wereldkampioenschap superbike van Mugello 1992
Het wereldkampioenschap superbike van Mugello 1992 was de zevende ronde van het wereldkampioenschap superbike 1992. De races werden verreden op 19 juli 1992 op het Circuit Mugello nabij Mugello, Italië.

## Race 1
| Pos | Nr | Rijder                 | Constructeur | Rondes | Tijd                | Grid | Punten |
| --- | -- | ---------------------- | ------------ | ------ | ------------------- | ---- | ------ |
| 1   | 2  | Raymond Roche          | Ducati       | 18     | 36:02.346           | 1    | 20     |
| 2   | 1  | Doug Polen             | Ducati       | 18     | +1.679              | 4    | 17     |
| 3   | 9  | Giancarlo Falappa      | Ducati       | 18     | +1.847              | 2    | 15     |
| 4   | 4  | Stéphane Mertens       | Ducati       | 18     | +3.286              | 6    | 13     |
| 5   | 5  | Fabrizio Pirovano      | Yamaha       | 18     | +7.853              | 11   | 11     |
| 6   | 41 | Adrien Morillas        | Yamaha       | 18     | +8.016              | 5    | 10     |
| 7   | 7  | Carl Fogarty           | Ducati       | 18     | +15.061             | 10   | 9      |
| 8   | 48 | Daniel Amatriaín       | Ducati       | 18     | +20.529             | 9    | 8      |
| 9   | 43 | Richard Arnaiz         | Honda        | 18     | +21.831             | 18   | 7      |
| 10  | 33 | Christer Lindholm      | Yamaha       | 18     | +26.812             | 17   | 6      |
| 11  | 77 | Piergiorgio Bontempi   | Kawasaki     | 18     | +32.734             | 13   | 5      |
| 12  | 92 | Virginio Ferrari       | Ducati       | 18     | +32.954             | 8    | 4      |
| 13  | 37 | Andreas Hofmann        | Kawasaki     | 18     | +33.991             | 12   | 3      |
| 14  | 12 | Jeffry de Vries        | Yamaha       | 18     | +34.245             | 25   | 2      |
| 15  | 8  | Baldassarre Monti      | Honda        | 18     | +34.445             | 14   | 1      |
| 16  | 40 | Karl Truchsess         | Kawasaki     | 18     | +38.140             | 16   |        |
| 17  | 34 | Fabrizio Furlan        | Ducati       | 18     | +44.977             | 21   |        |
| 18  | 30 | Massimo Broccoli       | Kawasaki     | 18     | +49.885             | 19   |        |
| 19  | 36 | Andreas Meklau         | Ducati       | 18     | +50.042             | 26   |        |
| 20  | 79 | Gastone Grassetti      | Ducati       | 18     | +50.288             | 23   |        |
| 21  | 11 | Udo Mark               | Yamaha       | 18     | +52.808             | 28   |        |
| 22  | 57 | Jim Moodie             | Kawasaki     | 18     | +1:09.528           | 31   |        |
| 23  | 78 | Ian Simpson            | Kawasaki     | 18     | +1:09.688           | 35   |        |
| 24  | 75 | Jean-Marc Delétang     | Yamaha       | 18     | +1:31.261           | 30   |        |
| 25  | 65 | Aldeo Presciutti       | Kawasaki     | 18     | +1:31.448           | 29   |        |
| 26  | 45 | Urs Zwicker            | Yamaha       | 18     | +1:31.751           | 32   |        |
| 27  | 38 | Walter Ammann          | Yamaha       | 18     | +1:39.205           | 33   |        |
| 28  | 73 | Roberto Biagioli       | Yamaha       | 16     | +2 ronden           | 34   |        |
| DNF | 50 | Ernst Gschwender       | Kawasaki     | 14     | Uitgevallen         | 20   |        |
| DNF | 3  | Rob Phillis            | Kawasaki     | 9      | Uitgevallen         | 3    |        |
| DNF | 55 | Mauro Lucchiari        | Ducati       | 9      | Uitgevallen         | 27   |        |
| DNF | 80 | Owen Coles             | Ducati       | 9      | Uitgevallen         | 36   |        |
| DNF | 10 | Davide Tardozzi        | Ducati       | 7      | Uitgevallen         | 24   |        |
| DNF | 58 | Florian Ferracci       | Ducati       | 7      | Uitgevallen         | 22   |        |
| DNF | 60 | Vittorio Scatola       | Kawasaki     | 5      | Uitgevallen         | 15   |        |
| DNF | 27 | Fred Merkel            | Yamaha       | 5      | Uitgevallen         | 7    |        |
| DNQ | 62 | Hans Peter Klampfer    | Yamaha       | 0      | Niet gekwalificeerd |      |        |
| DNQ | 61 | Romolo Balbi           | Yamaha       | 0      | Niet gekwalificeerd |      |        |
| DNQ | 71 | Andrea Mattera         | Ducati       | 0      | Niet gekwalificeerd |      |        |
| DNQ | 69 | Ugo Laudati            | Yamaha       | 0      | Niet gekwalificeerd |      |        |
| DNQ | 49 | Anton Berghammer       | Yamaha       | 0      | Niet gekwalificeerd |      |        |
| DNQ | 66 | Massimiliano Colombari | Ducati       | 0      | Niet gekwalificeerd |      |        |
| DNQ | 56 | T. Mackenhauer         | Kawasaki     | 0      | Niet gekwalificeerd |      |        |

## Race 2
| Pos | Nr | Rijder                 | Constructeur | Rondes | Tijd                | Grid | Punten |
| --- | -- | ---------------------- | ------------ | ------ | ------------------- | ---- | ------ |
| 1   | 2  | Raymond Roche          | Ducati       | 18     | 35:58.846           | 1    | 20     |
| 2   | 9  | Giancarlo Falappa      | Ducati       | 18     | +0.187              | 2    | 17     |
| 3   | 1  | Doug Polen             | Ducati       | 18     | +0.425              | 4    | 15     |
| 4   | 7  | Carl Fogarty           | Ducati       | 18     | +2.851              | 10   | 13     |
| 5   | 3  | Rob Phillis            | Kawasaki     | 18     | +16.464             | 3    | 11     |
| 6   | 41 | Adrien Morillas        | Yamaha       | 18     | +19.748             | 5    | 10     |
| 7   | 48 | Daniel Amatriaín       | Ducati       | 18     | +22.765             | 9    | 9      |
| 8   | 33 | Christer Lindholm      | Yamaha       | 18     | +24.843             | 17   | 8      |
| 9   | 77 | Piergiorgio Bontempi   | Kawasaki     | 18     | +30.944             | 13   | 7      |
| 10  | 12 | Jeffry de Vries        | Yamaha       | 18     | +31.121             | 25   | 6      |
| 11  | 37 | Andreas Hofmann        | Kawasaki     | 18     | +31.404             | 12   | 5      |
| 12  | 43 | Richard Arnaiz         | Honda        | 18     | +31.934             | 18   | 4      |
| 13  | 40 | Karl Truchsess         | Kawasaki     | 18     | +34.384             | 16   | 3      |
| 14  | 34 | Fabrizio Furlan        | Ducati       | 18     | +34.998             | 21   | 2      |
| 15  | 30 | Massimo Broccoli       | Kawasaki     | 18     | +50.552             | 19   | 1      |
| 16  | 79 | Gastone Grassetti      | Ducati       | 18     | +50.734             | 23   |        |
| 17  | 36 | Andreas Meklau         | Ducati       | 18     | +1:04.939           | 26   |        |
| 18  | 55 | Mauro Lucchiari        | Ducati       | 18     | +1:07.443           | 27   |        |
| 19  | 11 | Udo Mark               | Yamaha       | 18     | +1:11.112           | 28   |        |
| 20  | 78 | Ian Simpson            | Kawasaki     | 18     | +1:23.045           | 35   |        |
| 21  | 38 | Walter Ammann          | Yamaha       | 18     | +1:29.268           | 33   |        |
| 22  | 45 | Urs Zwicker            | Yamaha       | 18     | +1:31.048           | 32   |        |
| 23  | 75 | Jean-Marc Delétang     | Yamaha       | 18     | +2:26.248           | 30   |        |
| 24  | 73 | Roberto Biagioli       | Yamaha       | 17     | +1 ronde            | 34   |        |
| DNF | 4  | Stéphane Mertens       | Ducati       | 17     | Uitgevallen         | 6    |        |
| DNF | 5  | Fabrizio Pirovano      | Yamaha       | 14     | Uitgevallen         | 11   |        |
| DNF | 92 | Virginio Ferrari       | Ducati       | 14     | Uitgevallen         | 8    |        |
| DNF | 8  | Baldassarre Monti      | Honda        | 14     | Uitgevallen         | 14   |        |
| DNF | 60 | Vittorio Scatola       | Kawasaki     | 13     | Uitgevallen         | 15   |        |
| DNF | 10 | Davide Tardozzi        | Ducati       | 11     | Uitgevallen         | 24   |        |
| DNF | 65 | Aldeo Presciutti       | Kawasaki     | 8      | Uitgevallen         | 29   |        |
| DNF | 50 | Ernst Gschwender       | Kawasaki     | 7      | Uitgevallen         | 20   |        |
| DNF | 27 | Fred Merkel            | Yamaha       | 6      | Uitgevallen         | 7    |        |
| DNF | 57 | Jim Moodie             | Kawasaki     | 6      | Uitgevallen         | 31   |        |
| DNF | 80 | Owen Coles             | Ducati       | 6      | Uitgevallen         | 36   |        |
| DNF | 58 | Florian Ferracci       | Ducati       | 6      | Uitgevallen         | 22   |        |
| DNQ | 62 | Hans Peter Klampfer    | Yamaha       | 0      | Niet gekwalificeerd |      |        |
| DNQ | 61 | Romolo Balbi           | Yamaha       | 0      | Niet gekwalificeerd |      |        |
| DNQ | 71 | Andrea Mattera         | Ducati       | 0      | Niet gekwalificeerd |      |        |
| DNQ | 69 | Ugo Laudati            | Yamaha       | 0      | Niet gekwalificeerd |      |        |
| DNQ | 49 | Anton Berghammer       | Yamaha       | 0      | Niet gekwalificeerd |      |        |
| DNQ | 66 | Massimiliano Colombari | Ducati       | 0      | Niet gekwalificeerd |      |        |
| DNQ | 56 | T. Mackenhauer         | Kawasaki     | 0      | Niet gekwalificeerd |      |        |

## Tussenstanden na wedstrijd
| Pos | Nr | Rijder            | Team     | Punten |
| --- | -- | ----------------- | -------- | ------ |
| 1   | 1  | Doug Polen        | Ducati   | 199    |
| 2   | 3  | Rob Phillis       | Kawasaki | 189    |
| 3   | 2  | Raymond Roche     | Ducati   | 185    |
| 4   | 9  | Giancarlo Falappa | Ducati   | 173    |
| 5   | 5  | Fabrizio Pirovano | Yamaha   | 130    |

1991 · 1992 · 1994